# Eracia virens
Eracia virens är en ringmaskart. Eracia virens ingår i släktet Eracia och familjen Phyllodocidae.

## Underarter
Arten delas in i följande underarter:
- E. v. pontica
- E. v. sevastopolica
- E. v. suchumica